# Brita Scheel
Brita Scheel eller Birgitte Skeel, född 1638, död 1699, var en dansk och svensk (skånsk)  adelsdam. Hon var dotter till det danska riksrådet Christen Albretsen Skeel (1603-59) och Birgitte Rud (1612-45); hon blev år 1660 gift med vice presidenten i Göta hovrätt, den skånske adelsmannen Christian Barnekow (1626-1666); 1669 med danske riksrådet greve Christoffer Parsberg (1632-71) och 1682 med den skånske adelsmannen och danske riksrådet Knud Thott till Näs, Knutstorp och Gavnö (1639-1702).

## Biografi
Brita Scheel gjorde sig mycket omtalad på sin tid. År 1659 lyckades hon under ett besök i Köpenhamn på sin fars gravöl komma i besittning av det originaldokument, där den danska adeln gav sitt bifall till grundlagsändringen om den danska monarkins suveränitet. Hon överlämnade sedan dokumentet till det svenska kungahuset, trots försök från det danska kungahuset att få det tillbaka. 
Hennes andra omtalade bedrift utspelade sig under ett besök på Själland. Under en rast på ett värdshus, blev hennes kusk mördad av några män, som planerade att råna Scheel; en av dem klädde sig i kuskens kläder och tog hans plats. Scheel upptäckte vad som hade hänt, och under färden kastade hon sitt strumpeband om kuskens hals och ströp honom, varefter hon själv övertog kuskbocken. För detta avbildades hon med ett strumpeband i handen.
Vid sitt andra giftermål lämnade hon sin minderårige son Kjeld/Kjell i Skåne och bosatte sig i Danmark. Om sonen följt med till Danmark hade han riskerat arvsrätten till sitt fädernesgods Vittskövle. 1673 fick hennes gods Køgegård i Danmark fria birkerättigheder, vilket gjorde godset till ett eget juridiktionsområde. Hon ägnade sig åt livlig godsverksamhet, och anlade bland annat en fruktträdgård och ett tegelverk. År 1678 utsattes hon för ett försök till giftmord av sin sällskapsdam Agnete Sophie Budde. Hon återvände till Vittskövle i Skåne 1679, efter det skånska kriget. Hon motverkade försvenskningspolitiken i Skåne genom att bland annat tillsätta danska präster. Efter sitt tredje giftermål 1682 bosatte hon sig åter i Danmark - hennes nye man, Knud Thott, hade varit amtman i Landskrona under det skånska kriget och hade gett allt för att få Skåne fritt från svenskarna eller åtminstone delat. Efter den bittra freden 1679 valde han att lämna Skåne för gott och Birgitte (som han alltid kallade henne) delade hans val, även om de båda hade familj kvar öst om Sundet.